# Luehdorfia japonica
Luehdorfia japonica (лат.) — вид бабочек из семейства парусников. Вид был впервые обнаружен японским энтомологом Ясуси Навой (1857—1926) в префектуре Гифу Японии в 1883 году.

## Описание

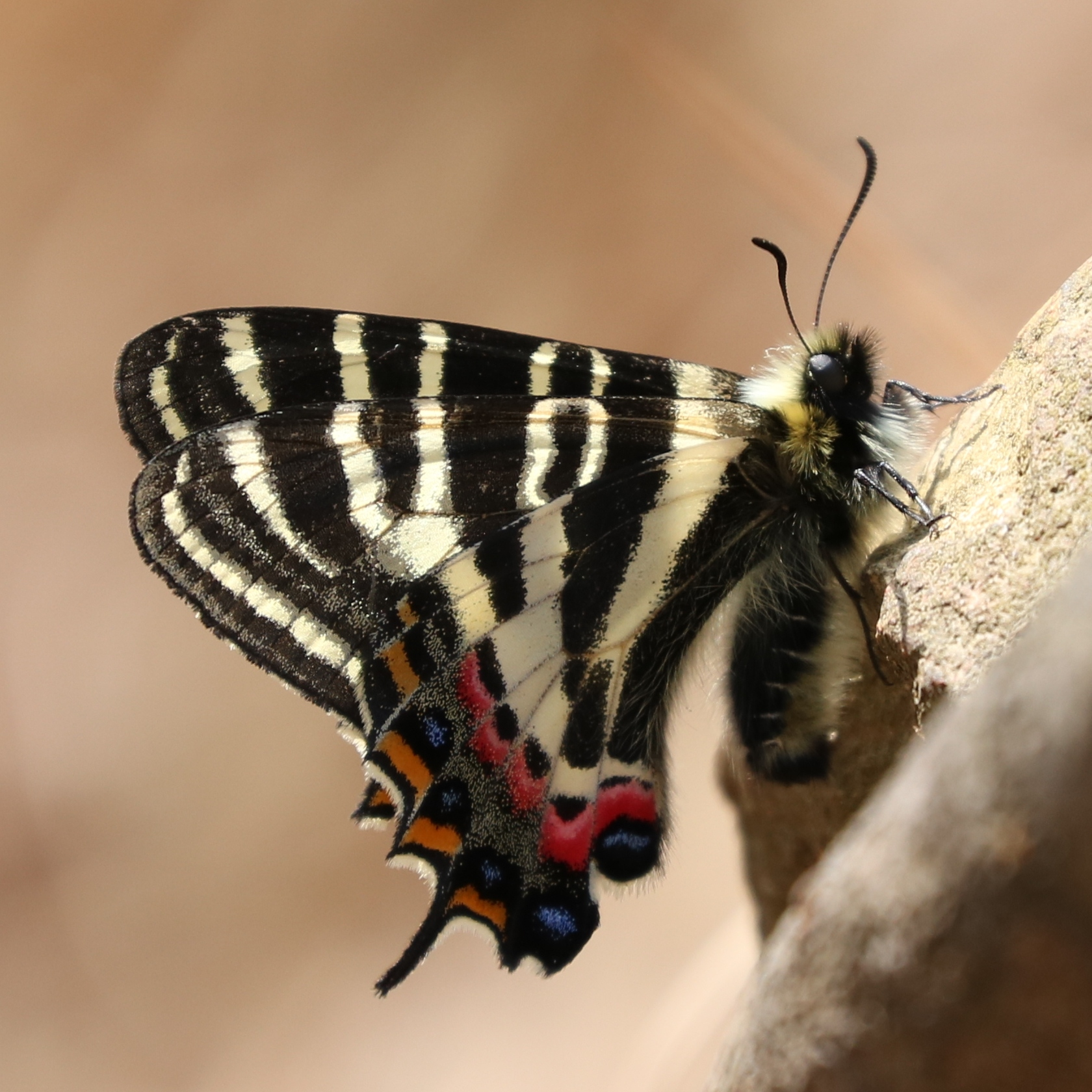
Нижняя сторона крыльев

Основной фон крыльев жёлтый. Переднее крыло в поперечных чёрных широких полосах разной величины. Заднее крыло с чёрными широкими перевязями, пятнами в прикорневой области. Внешнего край заднего крыла зазубренный. Вдоль него на чёрной кайме располагаются 2 ряда пятен: наружный — оранжевого цвета, и внутренний — синего цвета. В анальном углу заднего крыла находится два обширных ярко-красных пятна изогнутой формы. У жилки М3 находится короткий хвостик.

## Ареал
Вид является эндемиком Японии, где встречается на острове Хонсю

## Биология
Развивается в одном поколении за год. Бабочки летают ранней весной. Первыми появляются самцы, самки вылетают на 2—5 дней позже (в зависимости от погодных условий сезона). Яйца откладываются самками группами на нижнюю сторону листьев кормовых растений. Кормовое растение гусениц — род Asarum.